# Дворец генерал-губернатора в Киеве
Дворец Генерал-губернатора в Киеве (укр. Палац генерал-губернатора у Києві) — во времена Российской империи официальная резиденция Генерал-губернаторов Киевских, Волынских и Подольских. Построен примерно в XVIII веке, уничтожен взрывом в июне 1920 года. Находился на Липках, на углу улиц Институтской и Левашовской (теперь Шелковичная) между современными домами № 18-20/8.
После Октябрьской революции в здании располагались различные государственные органы Украинской Народной Республики, также оно служило личной резиденцией сначала Гетмана всея Украины Павла Скоропадского, а затем — главы Директории УНР Симона Петлюры. Считается одной из самых значительных архитектурных потерь Киева в досоветские времена.

## История
По мнению известного киевского историка и искусствоведа Фёдора Эрнста, здание будущего Дворца генерал-губернатора существовало ещё в XVIII веке, а позже было перестроено. До 1817 года она принадлежала генерал-майору Дмитрию Бегичеву, а позже владельцем здания стал полковник артиллерии Андрей Захарович Иванов, который сдавал этот двухэтажный дом внаём (в частности, в 1821—1825 годах здесь проживал Николай Раевский). В ноябре 1833 года Иванов продал дом в казну за 100 тысяч рублей, и здесь поселился генерал-губернатор Василий Левашов. С тех пор во дворце жили по очереди все генерал-губернаторы Киевские, Волынские и подольские вплоть до последнего перед революцией — Фёдора Трепова. Во время некоторых визитов в Киев во Дворце останавливались императоры Николай I и Александр II (в 1852, 1859 и 1869 годах). В 1863 году в доме устроили домовую церковь во имя св. Николая.
В 1914 году должность генерал-губернатора была упразднена, а в 1915 году во дворце была размещена резиденция киевского губернатора. В период правления Центральной Рады, до 29 апреля 1918 года, здесь находился генеральный секретариат Украинской Народной Республики (по иным данным — Министерство внутренних дел УНР). После этого, около восьми месяцев в доме находилась личная резиденция Гетмана всея Украины Павла Скоропадского. Впоследствии, после свержения Гетманата (14 декабря 1918 года) — резиденция Главы Директории УНР Симона Петлюры, ещё позже — большевистское ЧК.
Дворец был уничтожен взрывом в начале июня 1920 года польской армией (в течение своего пребывания в Киеве поляки устроили в здании склад боеприпасов), что отступала из Киева после пятинедельной осады города. Руины дворца уже не подлежали восстановлению, на их месте в 1925 году был устроен сквер, а после 1934 года по периметру сада построены жилые дома для советской элиты.

## Описание
Чертежи архитектора Владимира Николаева 1879 года дают сегодня некоторые представления о фасаде генерал-губернаторского дворца: общая длина его составляла 35 метров, справа приобщалась пристройка с чугунным крыльцом на колонках — боковой вход, а дальше — пристройка домовой церкви св. Николая. Общая длина сооружения по ул. Институтской равнялась 55 м. Значительную часть здания занимал зал для официальных приёмов (по требованию Трепова он был обустроен белой с позолотой мебелью, а пол покрыт бело-розовым ковром). Личный рабочий кабинет генерал-губернатора и помещение для его семьи помещались на втором этаже.
Вся усадьба состояла из трёх частей, и большую площадь занимал старый сад, который частично сохранился до нашего времени. На углу был кухонный флигель, соединённый с Дворцом каменной галереей, хозяйственные пристройки (сараи для дров и ледовая).
Отдельно, воротами на Институтскую, располагался хозяйственный двор с большой конюшней, каретней, сараями, оранжереей и кучерской. В декабре 1911 года был достроен «каменный сарай для автомобиля». Вдоль чугунного крыльца стояли деревянные полосатые будки для стражи.